# شیردان (غذا)
شیردان یا شیردون یکی از غذاهای سنتی ایرانی است که در مناطق مختلف ایران همچون خوزستان و لرستان پخته می‌شود. این غذا با همان نام فارسی شیردان به سایر کشورهای خاورمیانه نیز راه یافته و پخت می‌شود.
در شهر شوشتر این غذا به‌صورت سنتی و با نام شیردان یا شیردان معبر پخت می‌شود. این غذا در لرستان دلمه شیردان نامیده می‌شود.

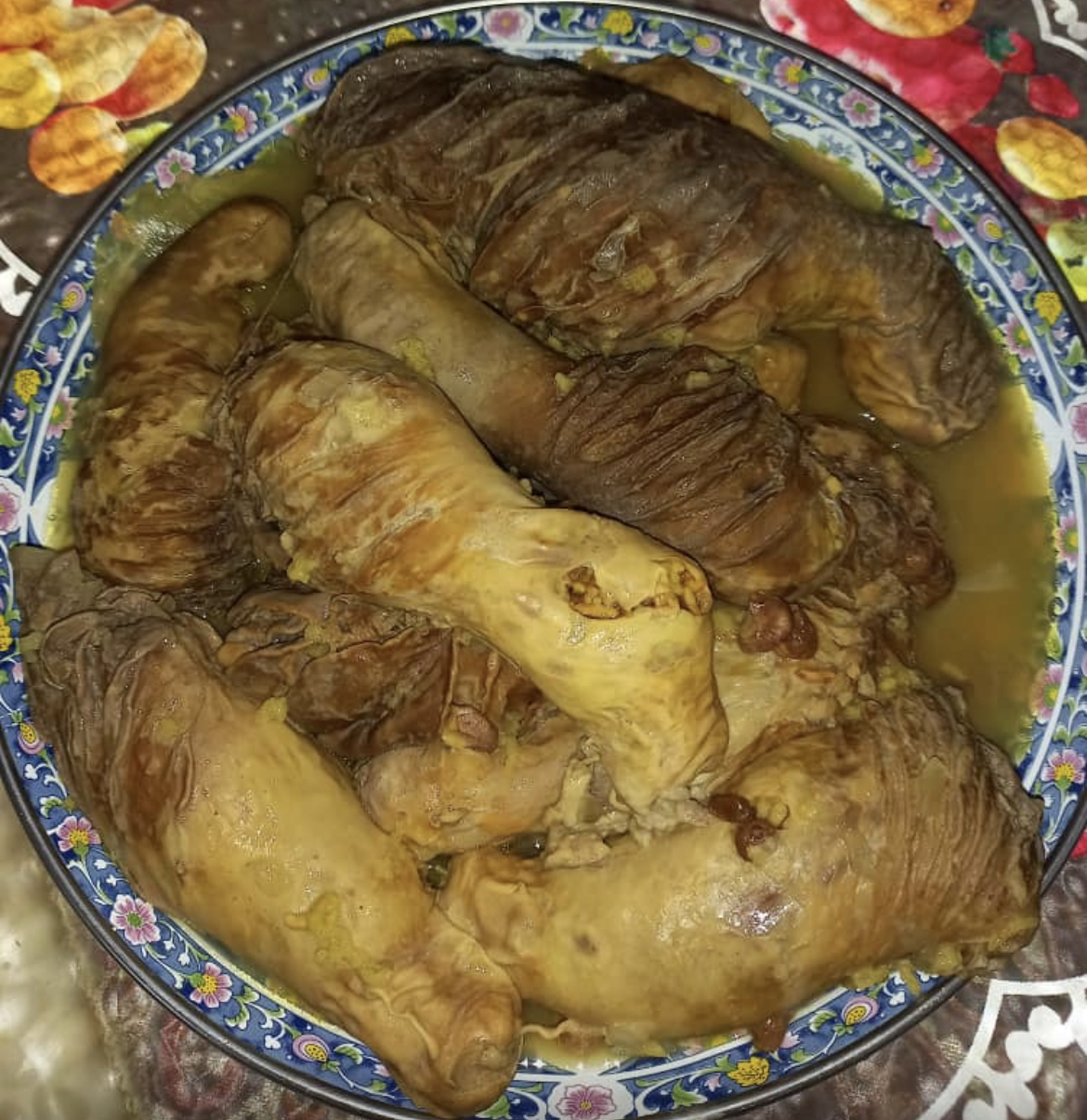
شیردان خانگی در شوشتر، ایران

## روش پخت
ابتدا شیردان (شیردون) را خوب شسته و بعد داخلش را با مواد میانی مثل برنج، پیاز، نخود لپه و کشمش پر می‌کنند. برخی نیز زعفران، آلو، زرشک یا گردو را به مواد میانی اضافه می‌کنند. سپس با نخ و سوزن لبه‌های شیردان را دوخته یا لبه‌های شیردان را گره می‌زنند.
شیردان پر شده را با مقداری آب و ادویه و پیاز پخته و با مقداری لیمو‌ترش یا آب‌لیمو چاشنی می‌دهند.